# Hug II d'Arborea
Hug II d'Arborea fou fill il·legítim de Marià III d'Arborea i de Paulesa de Serra (o de Lacon). El va succeir com a jutge d'Arborea entre el 1321 i el 1336.
Va encapçalar el partit català a Sardenya reconeixent el rei Jaume el Just com a senyor de l'illa, ja que n'havia rebut la investidura per part del Papa el 1297: Va col·laborar amb l'infant Alfons en la conquesta aragonesa de Sardenya durant la campanya de 1323-1324 contra la presència pisana a diverses places fortes i va declarar-se vassall del rei posant el jutjat d'Arborea sota la protecció de Catalunya-Aragó, però conservant el dret propi. Hug II reclamava un terç del Jutjat de Càller que els pisans no estaven disposats a cedir, i va passar a l'acció, vencent-los a la batalla de San Gavino, que es van replegar a Esglésies i Càller. Sota el seu consell els catalans van desembarcar a Golf de Palmas i es van unir a les tropes que assetjaven Esglésies; després va participar en la conquesta catalana de Castel di Castro el 15 de juny de 1324. Es va casar amb Beneta (morta vers el 1345) i va morir el 1336 de malaltia.
El domini creixent de la Corona d'Aragó a l'illa no fou ben rebut pels sards que reaccionaren revoltant-se sovint i participant en l'escenari general d'enfrontament entre la Corona d'Aragó i la República de Gènova pel control del comerç al Mediterrani occidental.
El va succeir el seu fill Pere III d'Arborea. Va tenir nou fills més: Marià IV d'Arborea qui succeí al seu germà Pere; Bonaventura (morta vers 1375, casada en primeres núpcies amb Pero de Xèrica i de Llúria); Francesc (canonge d'Urgell, mort després de 1342); Maria (morta el 1392, casada amb Guillem Galceran de Rocabertí); Joan (senyor de Bosa i Montacuto, que es va revoltar vers 1349 contra Marià IV d'Arborea, i fou empresonat el novembre d'aquell any morint en captiveri juntament amb el seu fill Pere vers 1375; estava casat amb Sibil·la de Montcada filla d'Otó II baró d'Aitona i de Teresa de Montcada de la casa de barons de Fraga); Nicolau (mort passat el 1370, canònic de Lleida el 1342, pare de Salvador casat amb Constança Cubell, i avi de Lleonard Cubell); Llorenç (fill natural legitimat el 1337); Angiolesa (morta després del 1335); i Preciosa (morta després de 1335).